# Мостът с лъвове (Трънчовица)
Мостът с лъвове се намира на входа на село Трънчовица. Преминава над река Осъм.
На моста са изградени общо четири лъва – два полегнали и два изправени. Встрани от него има метална конструкция, която изобразява излитаща ракета.
През 2021 г. кметът на селото Милан Драганов съобщава, че мостът има видими щети от подкопаване от реката и нерегламентиран поток от тирове.